# Distrito 8 (El Alto)
El distrito urbano municipal 8 de El Alto o denominado simplemente también como distrito 8, es uno de los 14 distritos que conforman el municipio de El Alto, el cual se encuentra ubicado en la provincia de Murillo del departamento de La Paz. El distrito es considerado urbano. 
Según el último censo boliviano de 2012, el distrito 8 tiene una población de 121 843 habitantes, lo que le convierte en el segundo distrito más poblado de la ciudad de El Alto después del distrito 3. Porcentualmente, de todos los habitantes de El Alto, alrededor de un 14,36 % viven en el Distrito 8.
En cuanto a su extensión territorial, el distrito 8 posee una superficie de 41,01 km² y una densidad de población de 2971 habitantes por km², siendo el segundo distrito más densamente poblado después del distrito 1.
Geográficamente, el distrito 12 limita al norte con el distrito 4 y el distrito 3, al sur con el municipio de Viacha, al este con e distrito 2 y el distrito 4 y finalmente al oeste con el municipio de Laja

## Demografía
| Población Histórica del Distrito 8 de El Alto | Población Histórica del Distrito 8 de El Alto | Población Histórica del Distrito 8 de El Alto |
| Año                                           | Habitantes                                    | Fuente                                        |
| --------------------------------------------- | --------------------------------------------- | --------------------------------------------- |
| 1992                                          |                                               | Censo boliviano de 1992                       |
| 2001                                          |                                               | Censo boliviano de 2001                       |
| 2012                                          | 121 843                                       | Censo boliviano de 2012                       |
| 2020                                          |                                               | Estimaciones del INE                          |

## Intentos de dividir el distrito municipal 8
Cabe mencionar que ya desde el año 2018, algunos dirigentes vecinales del distrito 8 de la ciudad de El Alto han estado impulsando la posible idea de tratar de dividir el distrito para crear un nuevo distrito denominado como distrito 15 esto debido más que todo, según ellos, ante la falta y escasez de servicios básicos como agua, luz, alcantarillado, gas domiciliario, alumbrado público, adoquinado o sino asfaltado de las principales calles y avenidas. Aunque cabe mencionar que esta propuesta solamente está apoyada por apenas unas 54 zonas de las 270 zonas que conforman todo el distrito.
Pero sin embargo cabe mencionar que la propuesta de crear el distrito 15 no es del agrado de las restantes 216 urbanizaciones que han rechazado la creación de un nuevo distrito, pues señalan que ni siquiera se habría consensuado con las más de 200 zonas que lo conforman. Además calificaron que en son solamente unos cuantos pocos dirigentes los que intentan dividir al distrito más grande y combativo que posee la ciudad de El Alto, velando de esa manera solo sus propios intereses personales.
A su vez los comerciantes del distrito 8 también hicieron conocer a las autoridades municipales y a la opinión pública que ellos rechazan cualquier intento de dividir el distrito 8, refiriéndose de la siguiente manera.

"Estamos en contra de la creación del distrito 15, lamentablemente nos quieren dividir otra vez el distrito 8, donde hemos dado lucha en la Guerra del Gas de 2003, en la crisis política de 2019 y en el año 2020, hemos luchado por la recuperación de la democracia, lamentablemente algunas autoridades y dirigentes vecinales están tratando de dividir el distrito municipal número 8 y eso no lo vamos a permitir"
Secretario Ejecutivo de la Federación de Gremiales del sector Sur, de El Alto Raúl Mamani, (7 de agosto de 2021).